# راديكا
راديكا (Gerolamo Radice)، (مواليد في 11 نوفمبر 1883 بمدينة ميلانو في إيطاليا، وتوفي سنة 19 نوفمبر 1948 في ميلانو)، حارس مرمى كرة قدم إيطالي سابق. لعب لنادي إيه سي ميلان و فاز معهم بلقب وحيد و هو لقب الدوري الإيطالي موسم 1907.